# Никонівська сільська рада
Никонівська сільська рада — колишня адміністративно-територіальна одиниця та орган місцевого самоврядування у Коднянському (Солотвинському), Бердичівському районах і Бердичівській міській раді Житомирської і Бердичівської округ, Вінницької й Житомирської областей Української РСР та України з адміністративним центром у с. Никонівка.

## Населені пункти
Сільській раді були підпорядковані населені пункти:
- с. Никонівка
- с. Кукільня

## Населення
Кількість населення ради, станом на 1923 рік, становила 2 217 осіб, кількість дворів — 386.
Відповідно до перепису населення СРСР, станом на 17 грудня 1926 року, чисельність населення ради становила 1 397 осіб, з них, за статтю: чоловіків — 695, жінок — 702, етнічний склад: українців — 1 370, росіян — 10, поляків — 13, інших — 4. Кількість господарств — 335, з них несільського типу — 10.
Відповідно до результатів перепису населення СРСР, кількість населення ради, станом на 12 січня 1989 року, становила 1 011 осіб.
Станом на 5 грудня 2001 року, відповідно до перепису населення України, кількість мешканців сільської ради становила 949 осіб.

### Мова
Розподіл населення за рідною мовою за даними перепису 2001 року:
| Мова       | Відсоток |
| ---------- | -------- |
| українська | 99,58 %  |
| російська  | 0,42 %   |

## Склад ради
Рада складалась з 15 депутатів та голови.

### Керівний склад сільської ради
| ПІБ                    | Основні відомості                                                                | Дата обрання | Дата звільнення |
| ---------------------- | -------------------------------------------------------------------------------- | ------------ | --------------- |
| Мазур Олена Степанівна | Сільський голова , 1955 року народження, освіта                                  | 26.03.2006   | 31.10.2010      |
| Мазур Олена Степанівна | Сільський голова , 1955 року народження, освіта середня спеціальна, позапартійна | 31.10.2010   |                 |

Примітка: таблиця складена за даними джерела

## Історія
Створена 1923 року в складі сіл Кукільня та Никонівка Солотвинської волості Житомирського повіту Волинської губернії. 17 грудня 1925 року, відповідно до рішення Бердичівської ОАТК (протокол № 3), у с. Кукільня створено окрему Кукільнянську сільську раду Бердичівського району. Станом на 17 грудня 1926 року в підпорядкуванні значилися лісова сторожка Колачова та ферма Никонівський призавгосп. Після 1941 року ліс. сторожка Колачова не значилася на обліку населених пунктів.
Станом на 1 вересня 1946 року сільська рада входила до складу Бердичівського району Житомирської області, на обліку в раді перебували с. Никонівка та хутір Кам'янка.
11 серпня 1954 року, відповідно до указу Президії Верховної ради Української РСР «Про укрупнення сільських рад по Житомирській області», до складу ради включено с. Кукільня ліквідованої Кукільнянської сільської ради Бердичівського району. 29 вересня 1960 року, відповідно до рішення Житомирського ОВК № 985 «Про вилучення з обліку деяких населених пунктів в районах області», х. Кам'янка знятий з обліку.
На 1 січня 1972 року сільська рада входила до складу Бердичівського району Житомирської області, на обліку в раді перебували села Кукільня та Никонівка.
Ліквідована 3 січня 2019 року через об'єднання до складу Гришковецької селищної територіальної громади Бердичівського району Житомирської області.
Входила до складу Коднянського (Солотвинського, 7.03.1923 р.) і Бердичівського (17.06.1925 р., 28.06.1939 р.) районів та Бердичівської міської ради (15.09.1930 р.) районів.